# Irina Dorneanu
Irina Dorneanu (Suceava, 3 de marzo de 1990) es una deportista rumana que compitió en remo.
Ganó seis medallas en el Campeonato Europeo de Remo entre los años 2009 y 2015. Participó en los Juegos Olímpicos de Londres 2012, ocupando el cuarto lugar en la prueba de ocho con timonel.

## Palmarés internacional
| Campeonato Europeo | Campeonato Europeo  | Campeonato Europeo | Campeonato Europeo |
| Año                | Lugar               | Medalla            | Prueba             |
| ------------------ | ------------------- | ------------------ | ------------------ |
| 2009               | Brest (Bielorrusia) | Medalla de bronce  | Cuatro scull       |
| 2011               | Plovdiv (Bulgaria)  | Medalla de oro     | Ocho con timonel   |
| 2012               | Varese (Italia)     | Medalla de oro     | Ocho con timonel   |
| 2013               | Sevilla (España)    | Medalla de oro     | Ocho con timonel   |
| 2014               | Belgrado (Serbia)   | Medalla de oro     | Ocho con timonel   |
| 2015               | Poznań (Polonia)    | Medalla de bronce  | Ocho con timonel   |